# Twentsche Autobus Dienst

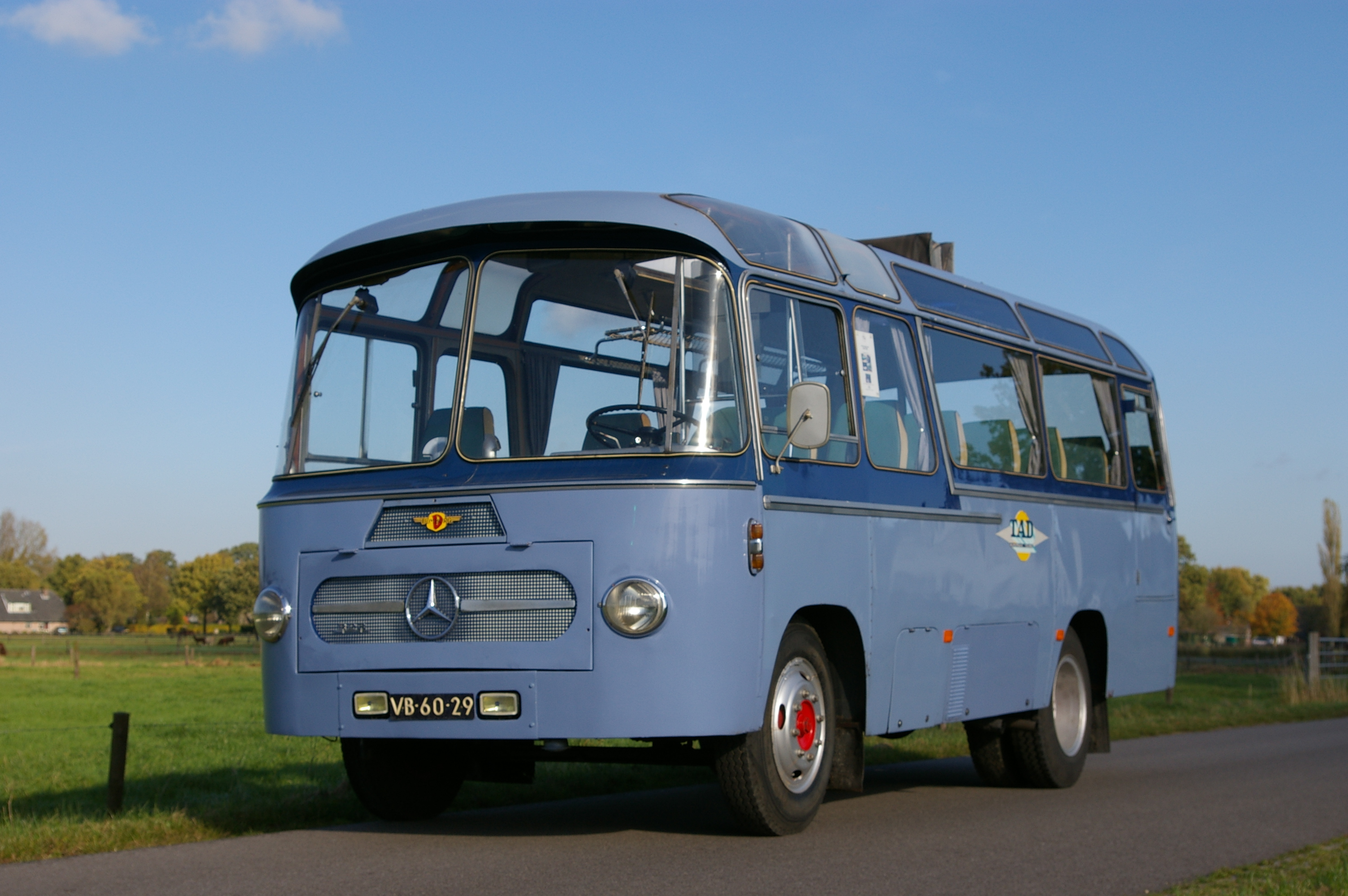
TAD 45 (Mercedes-Benz/Domburg) uit 1963, nu museumbus

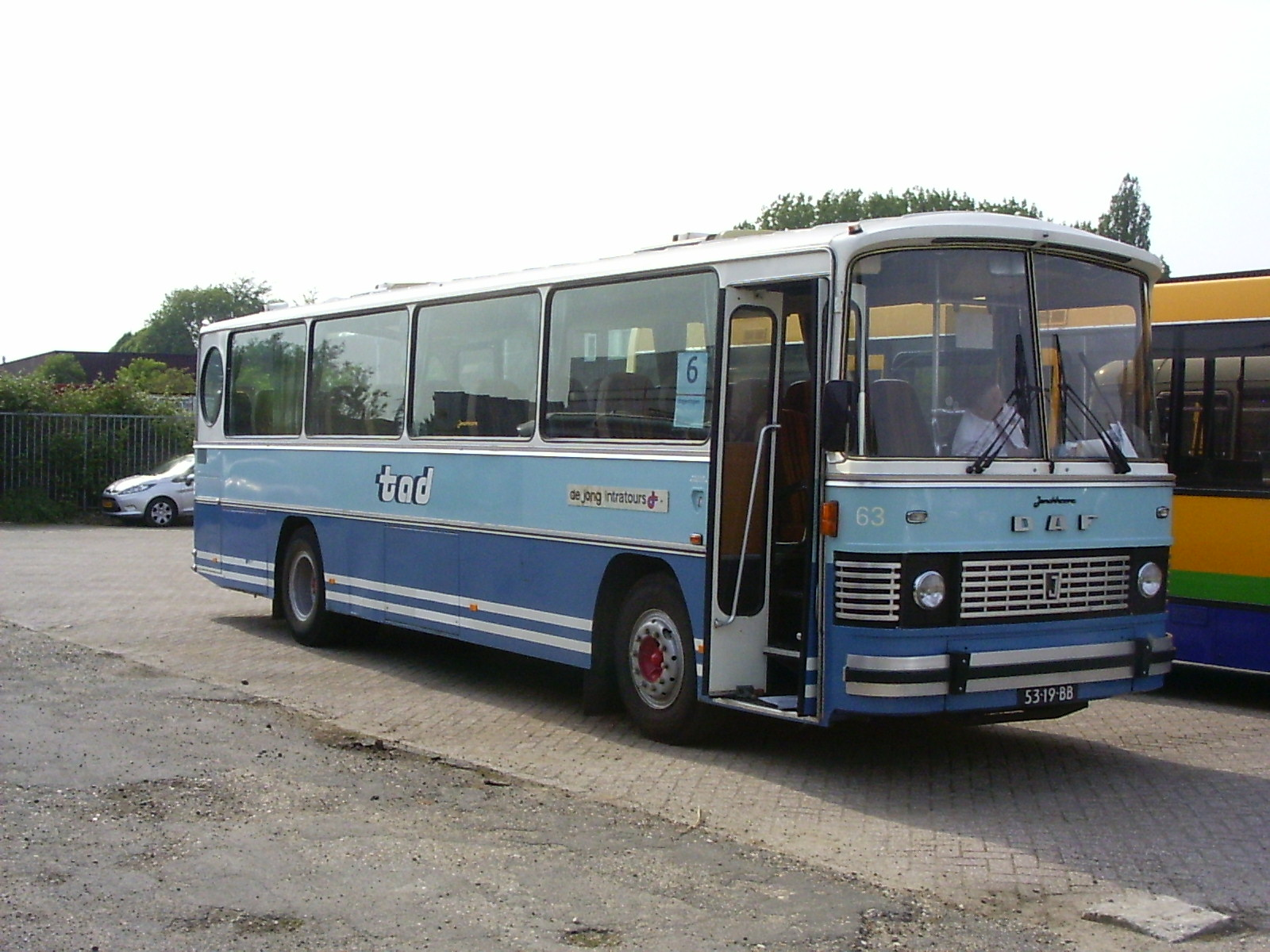
TAD 63 (DAF/Jonckheere) uit 1974, nu museumbus

De Twents(ch)e Autobusdienst (TAD) van de firma J.W. Bos & Zonen, thans TAD-tours B.V., gevestigd te Enschede, is sinds 1923 een busonderneming die tot 1984 actief was in het streekvervoer.

## Geschiedenis
De voorganger van de TAD exploiteerde vanaf 1922 de lijn Enschede - Hengelo en werd na een jaar overgenomen door J.W. Bos, die zijn vier zonen in zijn bedrijf had opgenomen. In de jaren twintig opende hij ook lijnen naar Almelo, Delden, Oldenzaal, Haaksbergen en Overdinkel. Alleen de laatstgenoemde lijn kon hij behouden toen aan het eind van dat decennium de autobusdiensten in Nederland aan een stelsel van concessies werden gebonden.
Vanaf 1929 bleef alleen de lijn Enschede - Losser - Glane - Overdinkel in handen van de TAD, die daarnaast ook actief was in het touringcarvervoer. In 1955 werd de buslijn grensoverschrijdend door verlenging naar Gronau in Duitsland. Dat bleef zo tot 1982, toen de TET-lijn Ootmarsum - Oldenzaal - Losser werd samengevoegd met de TAD-route via Glane naar Overdinkel. Op deze lijn werden een aantal ritten nog door TAD uitgevoerd, maar per 1 januari 1984 werden de TAD-lijndiensten overgedragen aan TET.
De TAD zette de activiteiten voort als touringcarbedrijf TAD-Intra en fuseerde op 1 januari 1993 met Arke Touringcarbedrijf, (nu onderdeel van TUI Travel PLC). De naam werd Arke-Tad Touringcarbedrijf en heet sinds 2009 TAD-tours BV.
Twee TAD-bussen, de nummers 45 en 63, zijn als museumbussen bewaard gebleven bij de Stichting Veteraan Autobussen.